# Elin Kallio

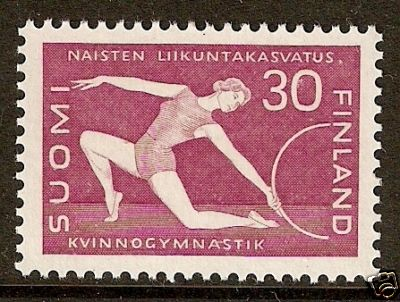
Elin Kallio på ett frimärke från 1959.

Elin Oihonna Kallio, född Waenerberg, född 23 april 1859 Helsingfors, död 25 december 1927 i Helsingfors, var en finländsk gymnastiklärare som hedras med benämningen "den finländska kvinnogymnastikens moder" och "Mamma Kallio". 
Kallio var dotter till teologen Gabriel Mauritz Waenerberg och Agata Sofia Aschan och syster till konstnären Thorsten Waenerberg.
Hon var lärare i gymnastik vid flicknormallyceum mellan 1884 och 1927 och grundade den första finska kvinnliga gymnastikföreningen 1876. Hon grundade även Suomen Naisvoimisteluliitto och var dess första ordförande 1896–1921. Hon publicerade flera läroböcker i gymnastik.